# 구로다 나가오키

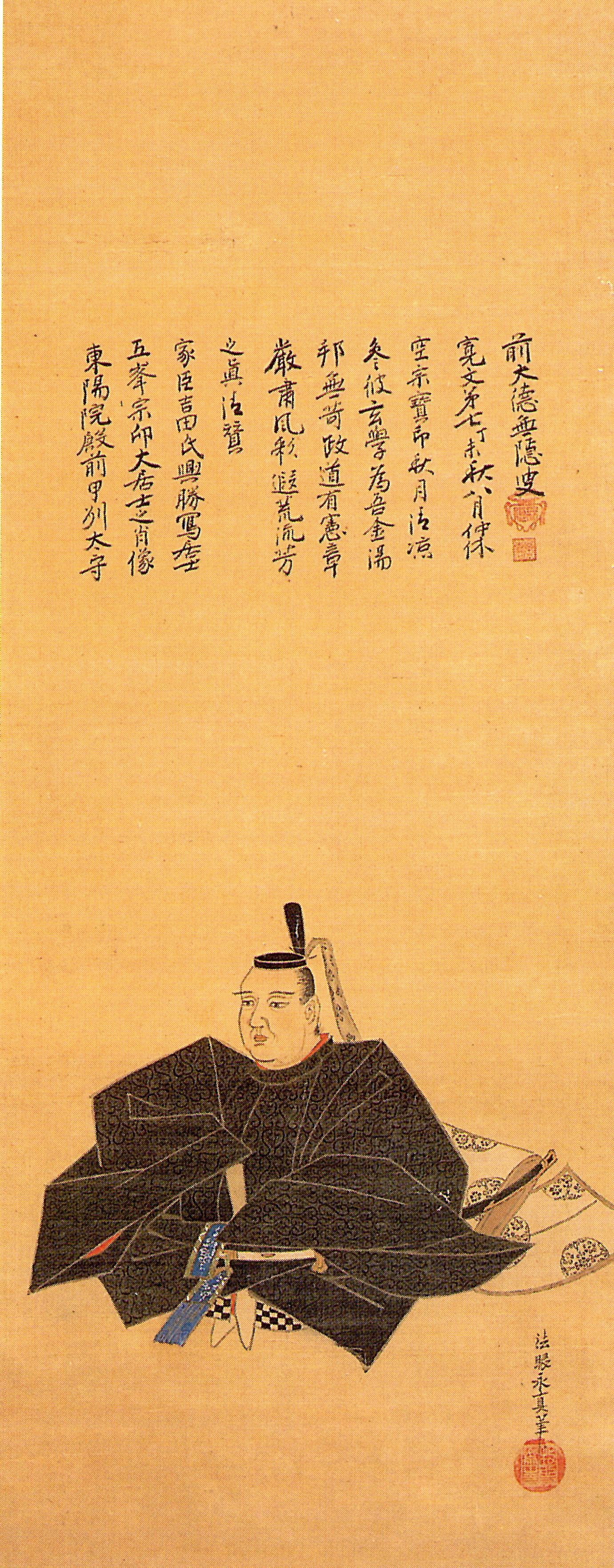
구로다 나가오키

구로다 나가오키(일본어: 黒田長興, 1610년 5월 8일 ~ 1665년 5월 5일)는 에도 시대 전기의 다이묘이다. 지쿠젠 아키즈키번 초대 번주를 지냈다.
아버지는 후쿠오카번주 구로다 나가마사이며 어머니는 에이히메(도쿠가와 이에야스의 양녀, 친부는 호시나 마사나오, 친모는 다케히메)이다.
| 전임 (구로다 나가마사) | 제1대 아키즈키번 번주 (구로다가) 1623년 ~ 1665년 | 후임 구로다 나가시게 |